# Sant Pere de Riuferrer
Sant Pere de Riuferrer, antigament Sant Pere dels Boscos, és una antiga cel·la monàstica, que fou més tard parròquia rural de la comuna d'Arles, de la comarca del Vallespir, a la Catalunya del Nord.
Està situada a la vall del Riuferrer, al nord-oest de la vila d'Arles. És un bé inventariat com a Monument històric.

## Història
Fou fundada per Castellà I, primer abat de Santa Maria d'Arles, el mateix abat fundador del monestir a les Termes romanes dels Banys d'Arles, i rebé com a primer nom Sant Pere d'Arles (ecclesia Sancti Petri in Arulas, 820). Des d'aquest primer esment consta com a possessió del monestir d'Arles, i era edificada al costat d'una residència del mateix abat fundador: contigua a ipso palaciolo a Castellano quondam aedificato (832). El mateix 820 la seva dependència del monestir d'Arles, anomenat en aquell moment Santa Maria de Vallespir, havia estat ratificada en un privilegi destinat al mateix abat Castellà I per l'emperador Lluís I el Pietós.
És citada com a cel·la monàstica o priorat des del 832. La seva església fou reedificada i consagrada el 1159 per Artau, bisbe d'Elna, quan apareix ja com a parròquia. En l'acta de consagració es fa constar que fou restaurada per l'abat i el sagristà Pere, amb el concurs dels habitants de la vall del Riuferrer i altres prohoms dels entorns. Depengué del monestir d'Arles, fins a la Revolució Francesa, llavors es vengué a un particular. Els seus propietaris se n'han ocupat, i l'església està ben restaurada. En l'actualitat continua essent de propietat privada.

## Arquitectura
És d'una nau única coberta amb volta de canó apuntada, amb absis a llevant unit a la nau per un arc triomfal de dos plecs, el primer dels quals, força estret. La porta, cosa no gaire habitual en el romànic, s'obre al nord, i té llinda i timpà a l'interior d'una porta ben treballada, amb tres arcs de degradació; les arquivoltes tenen un fris escacat, i la més interior, presenta dues columnetes que emmarquen la porta.
Té un campanar d'espadanya situat en un lloc poc habitual: gairebé a la meitat de la nau. És de dues obertures. Al llarg de l'església, la totalitat de la qual correspon a l'obra del segle xii, hi ha fins a cinc finestres de doble esqueixada: tres a la façana sud, una al centre de l'absis, i la cinquena, al frontis o façana de ponent. Les ornamentacions exteriors són destacables: un fris de dents de serra amb un bossell a l'absis, un altre fris de mènsules sota del ràfec a la façana meridional, i una motllura de cavet que segueix exteriorment tot l'absis, just a l'alçada de l'ampit de la finestra.
Dins de l'església es conserven una pica baptismal i una de beneitera, sense cap mena d'ornamentació.